# Mathematica
Mathematica е приложен софтуер, наричан понякога система за компютърна алгебра.
Използва се в научните среди, сред инженери и математици, както и в други технически области. Програмата е създадена по идея на Стивън Волфрам и разработена във Wolfram Research, Шампейн, щ. Илинойс, САЩ.